# Port lotniczy Joszkar-Oła
Port lotniczy Joszkar-Oła (IATA: JOK, ICAO: UWKJ) – port lotniczy położony 9 km na północ od Joszkar-Oły, w republice Mari El, w Rosji.

## Linie lotnicze i połączenia
| Linia Lotnicza | Kierunek                              |
| -------------- | ------------------------------------- |
| RusLine        | 1. Moskwa-Wnukowo 2. Sankt Petersburg |